# Temporada 1999-2000 de los Denver Nuggets
La temporada 1999-2000 fue la vigesimocuarta de los Denver Nuggets en la NBA, tras la fusión de la liga con la ABA, donde había jugado nueve temporadas. La temporada regular acabó con 35 victorias y 47 derrotas, ocupando el décimo puesto de la conferencia Oeste, no logrando clasificarse para los playoffs.

## Elecciones en elDraft
| Ronda | Puesto | Jugador         | Posición | Nacionalidad   | Universidad/Club |
| ----- | ------ | --------------- | -------- | -------------- | ---------------- |
| 1     | 18     | James Posey     | Alero    | Estados Unidos | Xavier           |
| 2     | 33     | Chris Herren    | Base     | Estados Unidos | Fresno State     |
| 2     | 41     | Francisco Elson | Pívot    | Países Bajos   | California       |

## Temporada regular
| División Medio Oeste     | División Medio Oeste | División Medio Oeste | División Medio Oeste | División Medio Oeste | División Medio Oeste | División Medio Oeste | División Medio Oeste | División Medio Oeste |
| Equipo                   | G                    | P                    | %                    | PD                   | Casa                 | Fuera                | Div                  |                      |
| ------------------------ | -------------------- | -------------------- | -------------------- | -------------------- | -------------------- | -------------------- | -------------------- | -------------------- |
| y-Utah Jazz              | 55                   | 27                   | .671                 | –                    | 31–10                | 24–17                | 14–10                |                      |
| x-San Antonio Spurs      | 53                   | 29                   | .646                 | 2                    | 31–10                | 22–19                | 16–8                 |                      |
| x-Minnesota Timberwolves | 50                   | 32                   | .610                 | 5                    | 26–15                | 24–17                | 18–6                 |                      |
| Dallas Mavericks         | 40                   | 42                   | .488                 | 15                   | 22–19                | 18–23                | 12–12                |                      |
| Denver Nuggets           | 35                   | 47                   | .427                 | 20                   | 25–16                | 10–31                | 10–14                |                      |
| Houston Rockets          | 34                   | 48                   | .415                 | 21                   | 22–19                | 12–29                | 8–16                 |                      |
| Vancouver Grizzlies      | 22                   | 60                   | .268                 | 33                   | 12–29                | 10–31                | 6–18                 |                      |

## Estadísticas

### Temporada regular
| Jugador           | PJ | PT | MPP  | %TC  | %3P  | %TL  | RPP | APP | ROB | TPP | PPP  |
| ----------------- | -- | -- | ---- | ---- | ---- | ---- | --- | --- | --- | --- | ---- |
| Antonio McDyess   | 81 | 81 | 33.3 | .507 | .000 | .626 | 8.5 | 2.0 | 0.9 | 1.7 | 19.1 |
| Ron Mercer        | 37 | 37 | 38.1 | .444 | .385 | .788 | 4.1 | 2.8 | 0.9 | 0.4 | 18.3 |
| Nick Van Exel     | 79 | 79 | 37.3 | .390 | .332 | .817 | 3.9 | 9.0 | 0.9 | 0.1 | 16.1 |
| Raef LaFrentz     | 81 | 80 | 30.1 | .446 | .328 | .686 | 7.9 | 1.2 | 0.5 | 2.2 | 12.4 |
| Chris Gatling     | 40 | 0  | 19.3 | .456 | .234 | .742 | 5.1 | 0.8 | 0.9 | 0.3 | 10.4 |
| George McCloud    | 78 | 11 | 27.2 | .417 | .378 | .818 | 3.7 | 3.2 | 0.6 | 0.3 | 10.1 |
| Tariq Abdul-Wahad | 15 | 10 | 24.9 | .389 | .500 | .738 | 3.5 | 1.7 | 0.4 | 0.8 | 8.9  |
| Chauncey Billups  | 13 | 5  | 23.5 | .337 | .171 | .841 | 2.6 | 3.0 | 0.8 | 0.2 | 8.6  |
| Keon Clark        | 81 | 20 | 22.8 | .542 | .125 | .688 | 6.2 | 0.9 | 0.6 | 1.4 | 8.6  |
| James Posey       | 81 | 77 | 25.3 | .429 | .373 | .800 | 3.9 | 1.8 | 1.2 | 0.4 | 8.2  |
| Bryant Stith      | 45 | 6  | 15.4 | .455 | .304 | .831 | 1.9 | 1.4 | 0.4 | 0.3 | 5.6  |
| Chris Herren      | 45 | 1  | 13.3 | .363 | .358 | .675 | 1.2 | 2.5 | 0.3 | 0.0 | 3.1  |
| Cory Alexander    | 29 | 2  | 11.3 | .286 | .257 | .773 | 1.4 | 2.0 | 0.8 | 0.1 | 2.8  |
| Popeye Jones      | 40 | 1  | 8.3  | .423 | .667 | .737 | 2.6 | 0.5 | 0.1 | 0.2 | 2.6  |
| Ryan Bowen        | 52 | 0  | 11.3 | .393 | .111 | .717 | 2.2 | 0.4 | 0.8 | 0.3 | 2.5  |
| Roy Rogers        | 40 | 0  | 8.9  | .398 | .000 | .463 | 2.0 | 0.2 | 0.1 | 1.0 | 2.2  |
| Johnny Taylor     | 1  | 0  | 5.0  | .000 |      |      | 1.0 | 0.0 | 0.0 | 0.0 | 0.0  |

## Galardones y récords
| Jugador     | Galardón                                |
| James Posey | 2.º Mejor quinteto de rookies de la NBA |